# 斯拉溫
斯拉溫（Slavín）是一座位於斯洛伐克首都布拉迪斯拉發的戰爭紀念碑、公墓。是爲了紀念在二戰中1945年4月為解放該城市而犧牲的蘇聯士兵而建造。位於該城別墅區、市中心。
該公墓建造于1957至1960年間，1960年4月3日，即布拉迪斯拉發解放十五周年時開放。是和華沙科學文化宮類似的斯大林式建築。

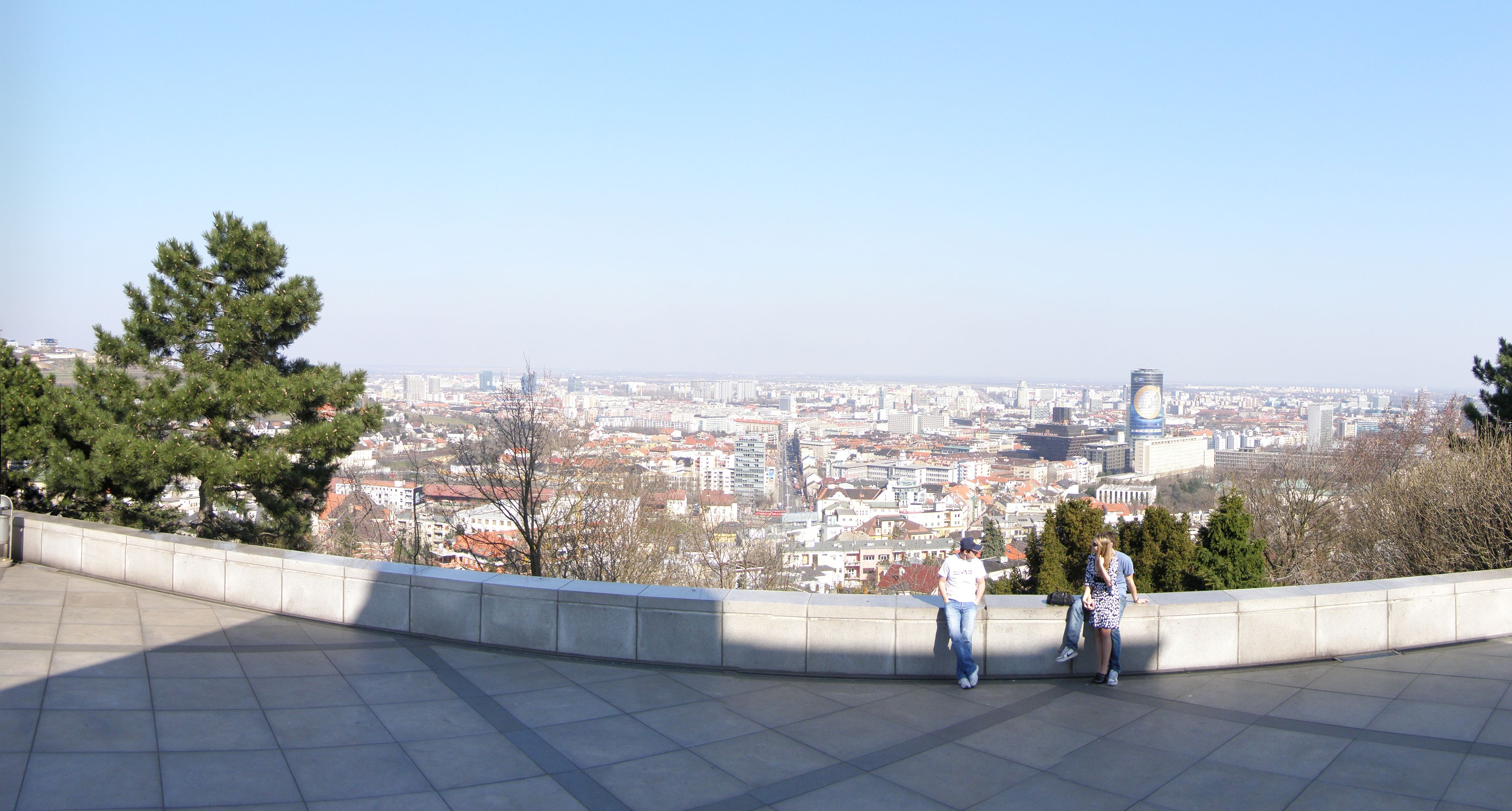
從斯拉溫看向布拉迪斯拉法